# Edmond Adam (Autor)

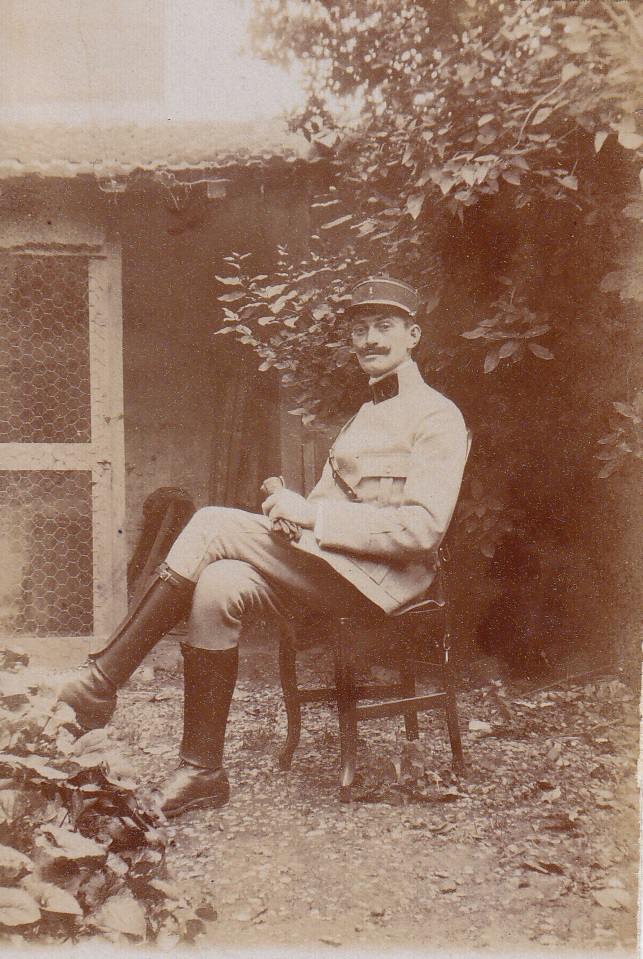
Edmond Adam (1917)

Edmond Adam (* 4. September 1889 in Libourne, Département Gironde; † 24. August 1918 in La Veuve, Département Marne) war ein französischer Schriftsteller (Mort pour la France).

## Leben
Adam diente als Unterleutnant bei den Genietruppen und nach dem Besuch der École de l’artillerie et de la génie in Versailles (Département Yvelines) wurde er zum Leutnant befördert. Er nahm am Ersten Weltkrieg teil und geriet am 21. August 1918 zwischen Courmelois und Thuisy in ein Gefecht. Dort nahe dem Fort de la Pompelle erlitt er eine schwere Kopfverletzung, an der drei Tage später starb.

## Ehrungen
- 1918 Ritter der Ehrenlegion
- Sein Name ist auf der Ehrentafel im Pantheon in Paris verzeichnet.

## Werke
- Le néostiche et le verbe integral. Essai sur les tendances poétiques contemporaines. Édition Les Humbles, Paris 1919 (Vorwort von Philéas Lebesque)
- Nisita ou les amours d'Eurydès. Palimseste d'un Hellène ignor´. Édition Les Humbles, Paris 1925.